# Rivallon de Penthièvre
Rivallon de Penthièvre (mort en 1152 ?) fils du comte de Penthièvre Geoffroy II de Penthièvre et d'H.[awise], fille de Jean Ier de Dol, seigneur de Combourg fut co-comte de Penthièvre de 1148 à 1152.

## Biographie
Rivallon est le fils cadet de Geoffroy II de Penthièvre. À la mort de son père il contrôle Moncontour alors que le Penthièvre avec Lamballe passe à son aîné Étienne II de Penthièvre.
En 1152 dans une charte de donation en faveur de l'abbaye Saint-Melaine de Rennes, il se nomme « Ego R(iwallon) Dei gratia Britannie comes ». Rivallon disparaît des sources contemporaines dès 1152 et à la mort sans descendance de son frère Étienne II le Lépreux (1164), c'est son jeune fils Geoffroy III Boterel qui hérite du comté, succédant à son oncle et réunifiant ainsi le Penthièvre.

## Union et postérité
Il eut un fils et une fille :
- Geoffroy III de Penthièvre comte de Penthièvre ;
- Eline de Penthièvre mariée avec Geoffroi de Tournemine (1160-/1214), dont :
  - Olivier +1232 seigneur de La Hunaudaye.

## Source
- Stéphane Morin, Trégor, Goëlo, Penthièvre. Le pouvoir des Comtes de Bretagne du XIe au XIIIe siècle, Rennes, Presses universitaires de Rennes & Société d'émulation des Côtes-d'Armor, 2010, 406 p. (ISBN 9782753510128)
- Frédéric Morvan la Chevalerie de Bretagne et la formation de l'armée ducale 1260-1341 Presses Universitaires de Rennes, Rennes 2009,  (ISBN 9782753508279) « Généalogie no 3 : les Eudonides (branche cadette de la maison de Rennes) »